# Dame (carte à jouer)
Pour les articles homonymes, voir Reine (homonymie).

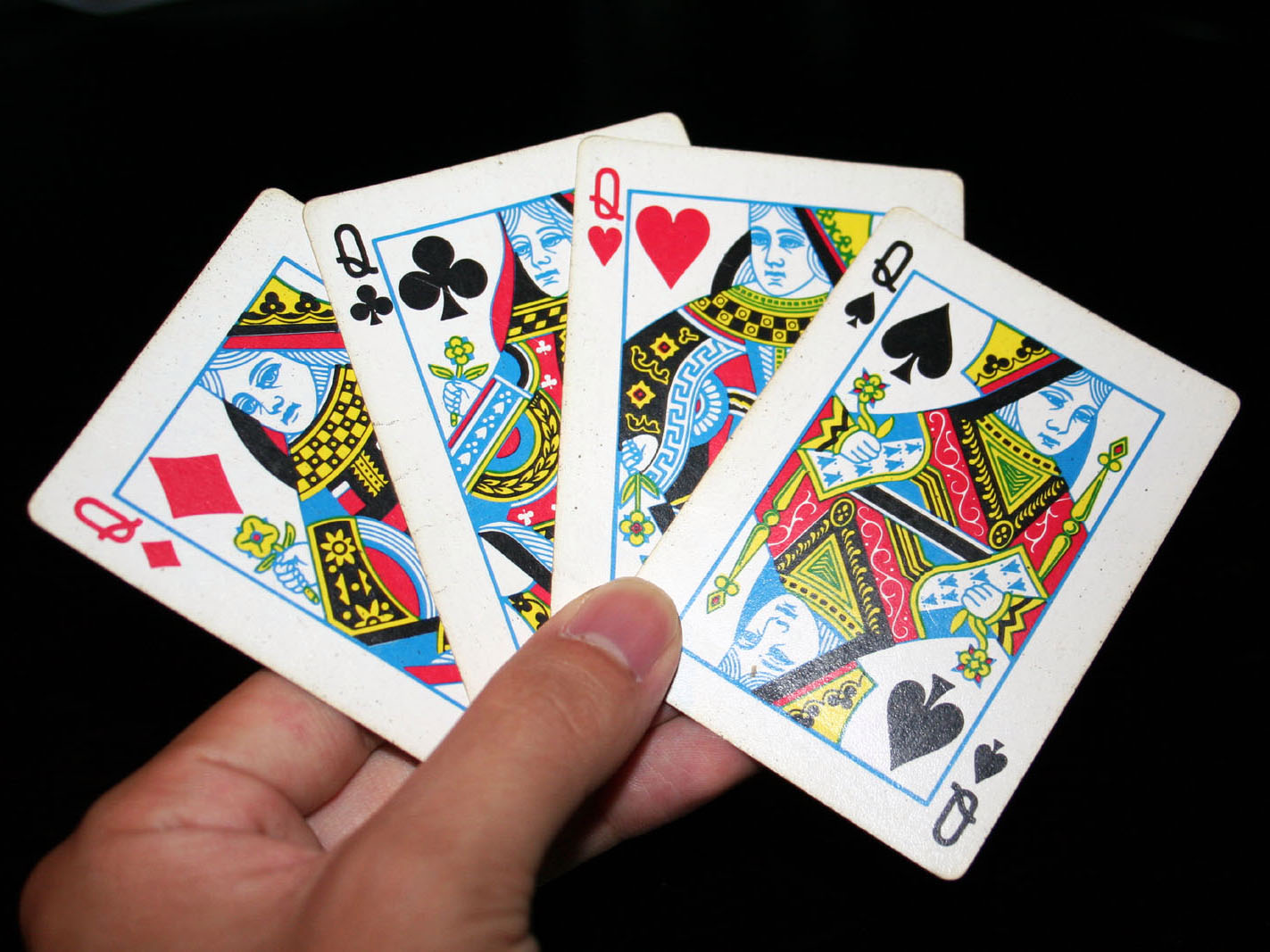
Main contenant les quatre dames aux enseignes françaises, sur des cartes au style anglo-saxon.

La dame ou reine est une figure de carte à jouer, représentant généralement une femme noble.

## Caractéristiques

### Nom
Historiquement, une dame est une femme de rang noble, la reine possédant le rang social le plus élevé. La désignation de la carte varie suivant les langues, mais tend à conserver cet aspect noble. Dans plusieurs langues la dame est une reine, mais en français ce nom avait l'inconvénient de commencer par la même lettre que « roi ».
- allemand : Dame
- anglais : queen (reine)
- néerlandais : koningin (reine)
- espagnol : reina (reine)
- polonais : dama
- tchèque : královna
- russe : дама
- danois : dame
- suédois : dam

### Représentations
Les dames représentent chacune un personnage, typiquement une femme noble en costume associé à l'Europe des XVIe et XVIIe siècles. Elles portent une couronne sur la tête, attribut de royauté. Les représentations régionales des dames, si elles sont relativement similaires, diffèrent néanmoins significativement sur les détails.
De façon unique, chacune des figures des cartes françaises porte un nom, inscrit dans un coin, dont l'origine et la signification sont incertaines, :
- dame de cœur : « Judith » ; référence possible à Judith, héroïne biblique
- dame de carreau : « Rachel » ; peut-être Rachel, autre héroïne biblique
- dame de trèfle : « Argine » ; il pourrait s'agir d'une anagramme de regina, « reine » en latin
- dame de pique : « Pallas » ; éventuelle référence à Pallas, épiclèse d'Athéna

Dans d'autres pays reprenant les enseignes françaises, particulièrement les pays anglo-saxons, les figures ne portent aucun nom.
Les illustrations suivantes décrivent les quatre dames d'un jeu au style français :

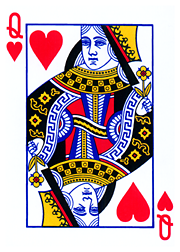
Dame de cœur
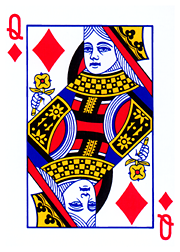
Dame de carreau
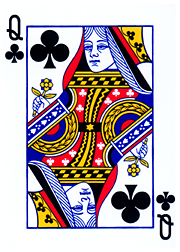
Dame de trèfle
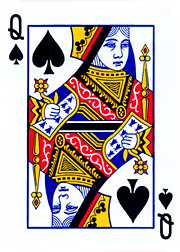
Dame de pique

Dans le monde anglo-saxon, les cartes à jouer suivent les dessins français. Les cartes suivantes reprennent les dames typiques d'un jeu de poker, où les formes sont stylisées :

Dame de cœur
Dame de carreau
Dame de trèfle
Dame de pique

Dames de cartes à jouer russes :

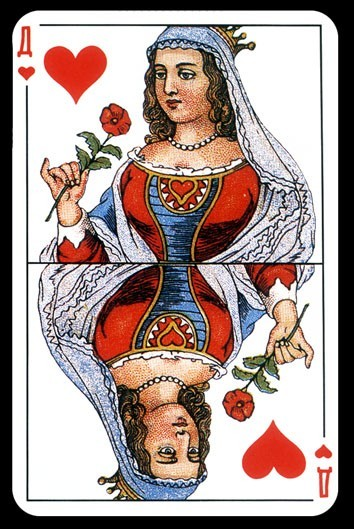
Dame de cœur
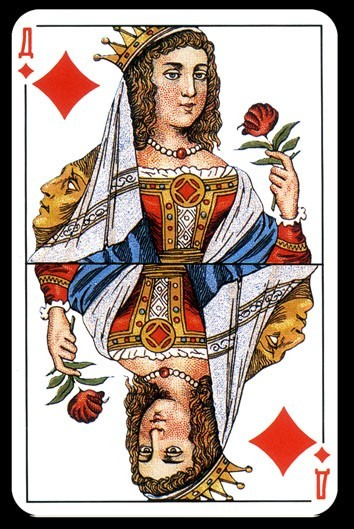
Dame de carreau
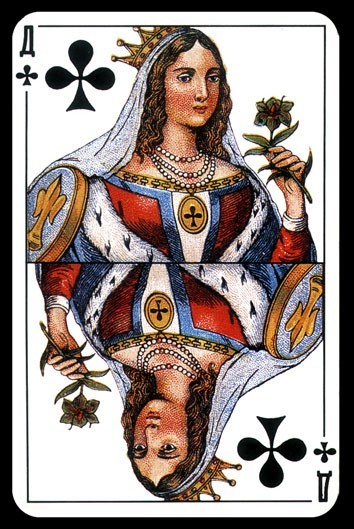
Dame de trèfle
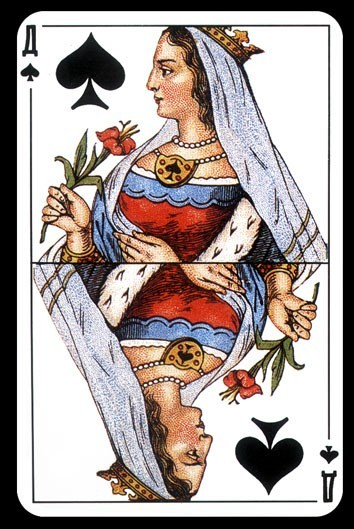
Dame de pique

Les dames ne sont pas présentes dans tous les jeux de cartes régionaux. En Italie et en Espagne, on leur substitue les cavaliers. Les jeux de cartes aux enseignes allemandes et suisses utilisent à la place des Ober.

### Valeur
De façon très générale, dans sa couleur, la dame est la deuxième des figures : elle s'intercale au-dessous du roi et au-dessus du valet (ou du cavalier au tarot). L'ordre et la valeur des cartes dépendent cependant fortement du jeu. Au blackjack, par exemple, toutes les figures ont la même valeur.

## Histoire
Les cartes à jouer sont inventées en Chine durant la dynastie Tang et leur existence est attestée au IXe siècle,,. Les cartes se diffusent dans le continent asiatique avant le XIe siècle, puis atteignent le sultanat Mamelouk du Caire. Les cartes mameloukes comportent trois ou quatre figures, dont le na'ib malik (lieutenant) est la deuxième ou troisième en termes de force. Les cartes mameloukes ayant survécu jusqu'à l'époque contemporaine ne représentent pas ces personnes, la tradition musulmane favorisant l'aniconisme ; les figures sont décrites par des dessins abstraits et des calligraphies,,,.

Les cartes à jouer apparaissent en Europe au XIVe siècle, leur présence étant attestée en Catalogne en 1371. On suppose qu'elles sont adaptées directement des jeux de cartes provenant du monde musulman, les figures étant toutefois représentées par des dessins de personnes. Le na'ib malik évolue différemment suivant les régions : en Italie et en Espagne, il donne le cavalier ; il devient la dame dans le jeu français.
Pendant la Révolution française, les figures sont brièvement modifiés : les dames sont remplacés par des libertés. La dame de cœur devient la liberté de culte, celle de carreau la liberté de profession, trèfle la liberté de mariage et pique la liberté de la presse.